# Dominik Livaković
Dominik Livaković (Zadar, 9 de janeiro de 1995) é um futebolista croata que atua como goleiro. Atualmente joga no Fenerbahçe.

## Carreira

### NK Zagreb
Livaković ingressou na primeira equipa do NK Zagreb no início da época 2012/13. Em princípio era o segundo goleiro do time, e estreou no dia 31 de agosto de 2012, quando defendeu o gol do NK Zagreb contra o HNK Cibalia.
Depois disso, ele se tornou o primeiro goleiro do time e disputou 104 partidas no campeonato, incluindo 90 na Primeira Liga da Croácia. Com o NK Zagreb, ele conquistou o campeonato da Segunda Liga Croata na temporada 2013/14.

### Dínamo Zagreb
Livaković foi contratado pelo Dínamo Zagreb em 30 de agosto de 2014, porém só passou a fazer parte do elenco no início da temporada 2016/17. Ele jogou sua primeira partida em 2 de outubro de 2016, contra o  Hajduk Split. Ele disputou a primeira partida europeia de sua carreira no dia 18 de outubro de 2016 pela Liga dos Campeões da UEFA, em jogo contra o Sevilla .
Em 30 de julho de 2019, em uma vitória por 3 a 0 nas eliminatórias da Champions League sobre Saburtalo Tbilisi, Livaković quebrou o recorde de Dražen Ladić de mais minutos desde o início da temporada do Dínamo sem sofrer um gol (413), estabelecido em 1995.
Em 24 de dezembro de 2022, Livaković foi um dos indicados ao prémio de Melhor goleiro do Mundo no ano de 2022. Ele é titular na equipe do Dínamo Zagreb e da seleção da Croácia, e está entre 25 nomes na lista anunciada pela Federação Internacional de História e Estatísticas do Futebol (IFFHS).
Livakovic se despediu do Dínamo Zagreb após o jogo em que conquistou a Supercopa da Croácia ao vencer o Hajduk Split por 1 a 0.

### Fenerbahçe
Dominik Livakovic foi anunciado em 17 de julho de 2023, pelo Fenerbahçe, que pagou cerca de 9 milhões de euros mais bônus. Ele receberá 1,8 milhões de euros mais bónus de conquistas. Livakovic será o nono guarda-redes estrangeiro e o  primeiro croata na história do Fenerbahçe. Ele disputou sua primeira partida oficial pelo Fenerbahçe na partida contra o Antalyaspor, vencida por 3 a 2 em 17 de setembro de 2023.

## Seleção Croata

### Copa do Mundo de 2018
Foi convocado para defender a Seleção Croata de Futebol na Copa do Mundo de 2018.Como terceiro goleiro, não disputou nenhuma partida, mas participou do histórico vice-campeonato conquistado por sua equipe.
Livaković foi convocado para defender a Seleção Croata de Futebol na Eurocopa de 2020. Ele foi titular em todas as partidas da Croácia, sendo um dos destaques da equipe.

### Copa do Mundo 2022
Livaković foi convocado pra disputar a Copa do Mundo 2022, no Catar.
Em 5 de dezembro de 2022, nas oitavas de final da Copa do Mundo contra o Japão, ele defendeu três pênaltis na disputa de pênaltis, sendo eleito o melhor em campo.Ele se tornou o terceiro goleiro a fazer três defesas em uma disputa de pênaltis na Copa do Mundo, depois de Ricardo em 2006 e seu compatriota Danijel Subašić em 2018.

## Títulos
NK Zagreb
- Druga HNL: 2013–14

Dínamo Zagreb
- Prva Liga: 2017–18, 2018–19, 2019–20, 2020–21, 2021–22, 2022–23
- Copa da Croácia: 2017–18, 2020–21
- Supercopa da Croácia: 2019, 2022, 2023[14]